# Podnikavá dívka
Podnikavá dívka (v anglickém originále Working Girl) je americká filmová romantická komedie režírovaná Mikem Nicholsem podle scénáře Kevina Wadea. Film se pyšní hvězdným obsazením; v hlavních rolích se objevili Melanie Griffith, Harrison Ford a Sigourney Weaver, ve vedlejších je pak doplnili Alec Baldwin, Joan Cusack a Philip Bosco. Zajímavostí je, že menší role v tomto filmu ztvárnili i začínající Kevin Spacey a David Duchovny. V případě Duchovnyho se jedná o jeho herecký debut na stříbrném plátně. 
Slavná je i titulní píseň filmu od zpěvačky Carly Simonové Let the River Run, která byla oceněna Oscarem, a jejíž základní melodie provází celým filmem.

## Děj
Hlavní postavou příběhu je třicetiletá sekretářka Tess McGillová ze Staten Islandu, která sní o posunu na společenském žebříčku do manažerské pozice. Potřebné ambice i vzdělání má, její nadřízení ovšem zatím její intuice a znalostí jen zneužívají. Začátkem filmu je přidělena jako asistentka mladé, elegantní a vychytralé obchodní společnici Katharine Parkerové, se kterou se ihned spřátelí. Zdá se, že Katharine podporuje Tessin kariérní vzestup, ovšem poté, co McGillová přijde s nanejvýš výnosným nápadem, sloučit společnost Trusk Industries s radiovou stanicí, zdánlivě ji přesvědčí, že její návrh nemá budoucnost.
Krátce poté Parkerová odjíždí do Alp, kde se při lyžování zlomí nohu. Z toho důvodu není schopna se několik týdnů vrátit do New Yorku a požádá Tess, aby dočasně zastala její pozici. Tess, která Parkerovou, coby úspěšnou ženu, v každém směru obdivuje, během vyřizování povinností v jejím bytě zjistí, že Katherine její návrh na fúzi společností nezavrhla a chystá se jej vydávat za svůj vlastní. Téhož večera také odhalí nevěru svého přítele.
Zhrzená McGillová si uvědomí, že chce-li uspět, musí okamžitě jednat. Využije tedy kontaktů Parkerové, vydává se za její obchodní společnici a spojí se s Jackem Trainerem, obchodníkem se specializací na fúze a akvizice. Tess a Jack vytvoří velmi úspěšné obchodní duo, fúzi se jim podaří dokončit a dokonce se mezi nimi začne rodit milostný poměr, když se náhle z Evropy vrátí Katharine. Vychází najevo, že Parkerová je přítelkyní Trainera a již nějakou dobu touží se za něj provdat. I po odhalení skutečné pracovní pozice McGillové se ovšem Jack rozhodne pro Tess a společně dokáží, že Katharine chtěla zneužít asistenčinu myšlenku ve svůj prospěch. 
Závěrem filmu je Tess, která již žije s Jackem, nabídnuta manažerská pozice v prestižní manhattanské společnosti.

## Obsazení
| Melanie Griffith | TessMcGill       |
| Harisson Ford    | Jack Trainer     |
| Sigourney Weaver | Katharine Parker |
| Alec Baldwin     | Mick Dugan       |
| Joan Cusack      | Cynthia          |
| Philip Bosco     | Oren Trusk       |
| Oliver Platt     | David Lutz       |
| Kevin Spacey     | Bob Speck        |

## Přijetí
Podnikavá dívka vydělala v kinech na celém světě přes 100 milionů dolarů a stala se komerčním úspěchem. Chvály se dočkala i od filmových kritiků.

### Ocenění
Film byl nominován na cenu Akademie v šesti kategoriích (nejlepší film, nejlepší režie, nejlepší hlavní herečka – Melanie Griffith, dvakrát v kategorii nejlepší vedlejší herečka – Sigourney Weaver a Joan Cusack a nejlepší píseň), vítězství si ovšem nakonec připsala jen píseň „Let the River Run“ od Carly Simonové.
Snímek vyhrál i čtyři Zlaté Glóby v kategoriích nejlepší film (komedie / muzikál), nejlepší herečka v komedii nebo muzikálu (Griffith), nejlepší vedlejší herečka (Weaver) a nejlepší píseň.